# Sámokov
Sámokov (en búlgaro: Самоков) es una ciudad de Bulgaria en la provincia de Sofía.

## Geografía
Se encuentra a una altitud de 1029 m s. n. m. y a 61 km de distancia de la capital nacional, Sofía.

## Clima
| Parámetros climáticos promedio de Samokov | Parámetros climáticos promedio de Samokov | Parámetros climáticos promedio de Samokov | Parámetros climáticos promedio de Samokov | Parámetros climáticos promedio de Samokov | Parámetros climáticos promedio de Samokov | Parámetros climáticos promedio de Samokov | Parámetros climáticos promedio de Samokov | Parámetros climáticos promedio de Samokov | Parámetros climáticos promedio de Samokov | Parámetros climáticos promedio de Samokov | Parámetros climáticos promedio de Samokov | Parámetros climáticos promedio de Samokov | Parámetros climáticos promedio de Samokov |
| Mes                                       | Ene.                                      | Feb.                                      | Mar.                                      | Abr.                                      | May.                                      | Jun.                                      | Jul.                                      | Ago.                                      | Sep.                                      | Oct.                                      | Nov.                                      | Dic.                                      | Anual                                     |
| ----------------------------------------- | ----------------------------------------- | ----------------------------------------- | ----------------------------------------- | ----------------------------------------- | ----------------------------------------- | ----------------------------------------- | ----------------------------------------- | ----------------------------------------- | ----------------------------------------- | ----------------------------------------- | ----------------------------------------- | ----------------------------------------- | ----------------------------------------- |
| Temp. máx. abs. (°C)                      | 16                                        | 19                                        | 28                                        | 27                                        | 31                                        | 33                                        | 35                                        | 37                                        | 35                                        | 30                                        | 25                                        | 20                                        | 37                                        |
| Temp. máx. media (°C)                     | 2                                         | 4                                         | 9                                         | 15                                        | 20                                        | 23                                        | 26                                        | 26                                        | 21                                        | 15                                        | 9                                         | 4                                         | 14.5                                      |
| Temp. media (°C)                          | -2                                        | -1                                        | 4                                         | 9                                         | 14                                        | 17                                        | 19                                        | 19                                        | 15                                        | 10                                        | 4                                         | -1                                        | 8.9                                       |
| Temp. mín. media (°C)                     | -6                                        | -5                                        | -2                                        | 3                                         | 8                                         | 11                                        | 12                                        | 12                                        | 9                                         | 5                                         | -1                                        | -5                                        | 3.3                                       |
| Temp. mín. abs. (°C)                      | -28                                       | -25                                       | -20                                       | -11                                       | -3                                        | 0                                         | 3                                         | 1                                         | -5                                        | -8                                        | -15                                       | -24                                       | -21                                       |
| Precipitación total (mm)                  | 45                                        | 37                                        | 43                                        | 61                                        | 82                                        | 89                                        | 67                                        | 46                                        | 48                                        | 52                                        | 52                                        | 48                                        | 670                                       |
| Fuente: stringmeteo.com julio de 2014     |                                           |                                           |                                           |                                           |                                           |                                           |                                           |                                           |                                           |                                           |                                           |                                           |                                           |

## Demografía
Según estimación de 2012 contaba con una población de 27 436 habitantes.
|         | 2004   | 2005   | 2006   | 2007   | 2008   | 2009   | 2010   | 2011   |
| Mujeres | 13 712 | 13 671 | 13 719 | 13 671 | 13 659 | 13 636 | 13 560 | 13 656 |
| Varones | 12 864 | 12 742 | 12 700 | 12 603 | 12 586 | 12 560 | 12 501 | 12 873 |
| Total   | 26 576 | 26 413 | 26 419 | 26 274 | 26 245 | 26 196 | 26 061 | 26529  |